# صوان ملابس

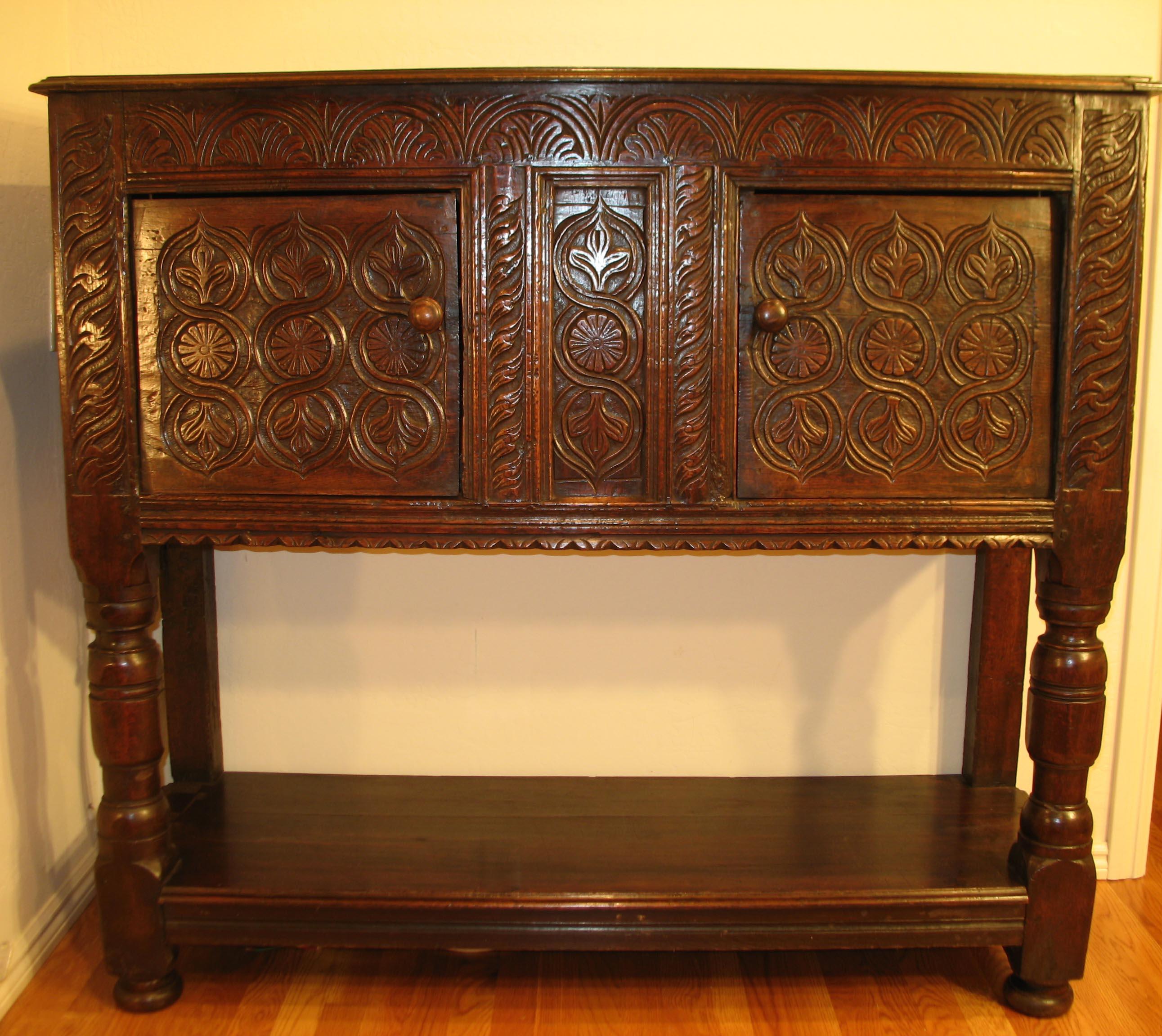
خزانة الصِوان إنجليزية كبدانية اللون حوالي 1600 إلى 1640

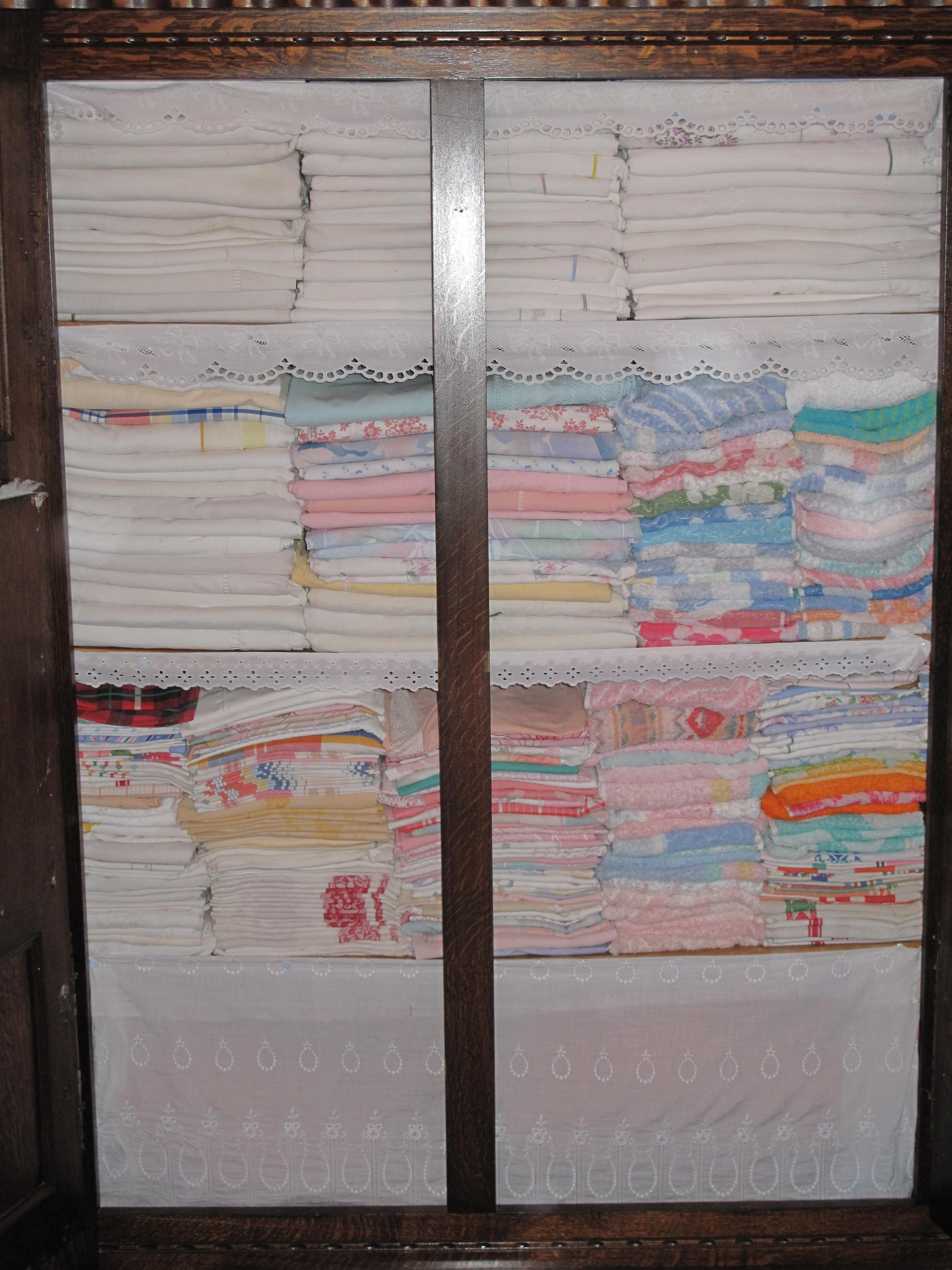
خزانة الصِوان بها شراشف ومناشف مرتبة ترتيبًا جيدًا

صوان الملابس أو خزانة الصِوان (الجمع: خِزَانَات الصِوَان) قطعة أثاث داخلية، غالبًا ما تصنع من الخشب، تستعمل لتخزين الأطعمة والأواني والمنسوجات وحمايتها من الأتربة. وتتألف من بابين على مصراعين أو منزلقان، وبداخلها رفوف أو أدراج.

## أنواعها

### خزانة أدوات التدفئة
خزانة أدوات التدفئة هي منطقة تخزين، ذات أبعاد تسمح بالسير فيها أحيانًا، وتحتوي على سخان مياه؛ إما جهاز كهربائي لتسخين المياه المستخدم لـ المياه الجارية الساخنة أو مرجل الخاص بمياه التدفئة المركزية. ويتم وضع الرفوف، التي عادة ما تكون مصنوعة من الأردواز للسماح بالتداول الحراري، فوق السخان أو حوله لتوفير مساحة لتخزين الملابس، التي تكون كتان وقماش المناشف. والغرض من ذلك هو السماح للهواء بالتوزيع حول الملابس المخزنة لمنع تكون الرطوبة. ويمكن أيضًا استخدام الرف لإزالة آثار الرطوبة كليًا من الملابس المجففة قبل وضعها في الأدراج وخزائن الملابس. وهناك أسماء أخرى تشمل«خزانة المرجل» أو (في أيرلندا) "hot press".

### خزانة الشراشف
خزانة الشراشف هي مكان مغلق من الغرفة يُستخدم لتخزين الملابس الكتانية المنزلية، وعادة ما تكون بها رفوف؛ أو قطعة قائمة بذاتها من الأثاث مخصصة لهذا الغرض.

## في الأدب
يشير المؤلف هانز كريستيان أندرسن (Hans Christian Andersen)  إلى خزانة الصوان في كتابه Andersen’s Fairy Tales؛ قائلاً «لقد قرأتها ثلاث مرات: ثم حفظتها عن ظهر قلب؛ لذا وضعت السمك في خزانة الصوان -- حتى يمكن تناوله وهو بحالة جيدة، ولم تلق أي شيء بعيدًا.»
[بحاجة لمصدر]